# Marie-Antoinette Mobutu
Marie-Antoinette Mobutu, geboren als Marie-Antoinette Gbiatibwa Gogbe Yetene (Mama Sese, Mama Mobutu), (Banzyville, ca. 1941 - Genolier, 22 oktober 1977) was de eerste echtgenote van Mobutu Sese Seko, de president-dictator van Zaïre (de huidige Democratische Republiek Congo). Ze was de first lady van Zaïre van 1965 tot aan haar overlijden in 1977. Zij wordt in Congo in verband gebracht met vrouwenrechten en de zorg voor de zwakkeren en gehandicapten.

## Biografie

### Afkomst
Marie-Antoinette Yetene werd geboren rond 1941 in het toenmalige Belgisch-Congo. Ze kwam uit een bescheiden katholiek milieu, had onderwijs gevolgd in de missieschool en stond zelf ook bekend als een vrome katholiek.

### Huwelijk
Ze trouwde op 26 juni 1955 op 14-jarige leeftijd met Joseph-Désiré Mobutu, op dat moment een sergeant in het leger en journalist, die bekend zou worden als Mobutu Sese Seko. Zij behoorden beiden tot de etnische Ngbandi bevolkingsgroep. Samen kregen ze negen kinderen.
Toen het echtpaar in 1959 een aantal maanden in Schaarbeek woonde vond er op 15 oktober een officieel katholiek huwelijk plaats in het missiehuis van Scheut in Anderlecht, hoewel Mobutu dit in 1955 geweigerd had.

### First Lady
In 1960 werd Mobutu regeringslid, later hoofd van het leger. Marie-Antoinette vergezelde Mobutu in zijn publieke optredens, zelfs in gevaarlijke omstandigheden zoals in Kisangani tijdens de opstand in 1964. In 1965 werd ze de first lady van de republiek Congo, later van de republiek Zaïre. Marie-Antoinette Mobutu verscheen in die hoedanigheid dikwijls in het openbaar aan de zijde van haar echtgenoot en vergezelde hem bij een groot aantal officiële staatsbezoeken. Zij werd als First Lady plechtig ontvangen door staatshoofden zoals Koning Boudewijn, Juan Carlos I, Koningin Elisabeth II, Hirohito, Giscard d'Enstaing, Nixon en Idi Amin.
Ze was zeer discreet, meed de pers en sprak nooit in het openbaar. Ze mengde zich niet in politieke kwesties en deed geen enkele uitspraak over de politieke activiteiten van haar echtgenoot en heeft nooit enige vorm van kritiek geuit over zijn daden. Zij had het imago van een vrouw uit het volk en van een zeer liefdevolle moeder voor haar kinderen die opkwam voor de meest kwetsbaren in de samenleving, een imago dat versterkt werd door Mobutu zelf. Zij werd zo het symbool van de traditionele Congolese waarden, waardoor ze zeer geliefd werd bij een groot deel van de bevolking en bijdroeg aan de aanvaarding van de omstreden Zaïrisatie door een groot deel van de Congolese bevolking.
Zij bleef haar hele leven lang haar christelijke voornaam dragen, ondanks de Zaïrisatie van Congo en bleef consequent steun bieden aan katholieke organisaties ook in de periode dat de relatie tussen de kerk en Mobutu getroubleerd was. Ze zou discreet zijn tussengekomen om de arrestatie van vooraanstaande katholieken zoals kardinaal Malula te vermijden.
Marie Antoinette heeft haar positie als hoofd van het huishouden en first lady steeds weten te behouden, ondanks het tumultueuze liefdesleven en het opvliegend karakter van Mobutu. Ze zou het aangedurfd hebben hem in zijn grootheidswaanzin te temperen, wat niemand anders na haar dood gewaagd heeft. Haar overlijden wordt daarom soms gekoppeld aan het begin van de val van Mobutu.

### Overlijden
Marie-Antoinette overleed op 22 oktober 1977 tijdens een verblijf in Zwitserland officieel ten gevolge van hartproblemen. Mobutu toonde zich emotioneel zwaar getroffen door de dood van Marie-Antoinette, die hij zijn grote liefde noemde. Hij beloofde aan de bevolking om nooit te hertrouwen, een belofte die hij na twee jaar brak door te hertrouwen met zijn vroegere maîtresse Bobi Ladawa met wie hij al twee kinderen had voor het overlijden van Anne-Marie. Er volgde een nationale rouwperiode van een maand. Ondanks deze rouwperiode vond een aangekondigde algemene staking van de overheidsdiensten, waaronder het onderwijzend personeel, plaats, tot groot ongenoegen van Mobutu en met politieke gevolgen voor de ambtenaren.
Marie Antoinette kreeg een staatsbegrafenis. Zij kreeg een voorlopig graf in Gombe (Kinshasa). Haar lichaam werd op 16 oktober 1978 overgebracht naar een crypte van de Marie-la-Miséricorde kapel in Gbadolite. Deze dag werd uitgeroepen tot een nationale feestdag en verschillende gevangenen waaronder Franco Luambo kregen gratie. De crypte is ondertussen tot een ruïne vervallen.
Na haar dood wordt Marie-Antoinette Mobutu soms een "icoon" genoemd, Denise Nyakeru Tshisekedi gebruikte in 2023 echter de term "rehabilitatie".
Stichting Marie Antoinette
In 1974 werd de organisatie "Œuvres Maman Mobutu" opgericht die beheerd werd door Marie-Antoinette Mobutu. Na haar dood werd die omgezet in de stichting 'Stichting Marie Antoinette'. Deze stichting bevat een aantal organisaties zoals het Nationaal Instituut voor Blinden, het Marie Antoinette Mobutu Vrouwencentrum, het Weeshuis Kisangani, het Weeshuis Bamanya en de Action Kusaïdia. Deze werden na de val van Mobutu als openbare instelling beheerd door het Ministerie van Sociale Zaken. In 1975 werd op initiatief van Marie-Antoinette Mobutu 8 maart als Internationale Vrouwendag erkend in Congo. Marie-Antoinette Mobutu wordt beschouwd als voortrekster van de vrouwenrechten in Congo.
In 2023 werd het Vrouwencentrum Marie Antoinette Mobutu (CFMA) vernieuwd en uitgebreid met een geïntegreerd multisectoraal dienstencentrum. Bij die gelegenheid bracht First Lady Denise Nyakeru Tshisekedi hulde aan Marie Antoinette Mobutu voor "haar visie over de vrouw, haar initiatief, haar onbaatzuchtigheid, haar altruïsme en haar moed".
In 1995 kende de Congolese vredesorganisatie "CULPAC" (vertaling: Universele Raad van Naties en Continenten voor de Vrede) de Trofee van de Vrede toe aan Marie-Antoinette Mobutu voor de humanitaire organisaties voor begeleiding van jonge meisjes, gehandicapten en ouderen waarvan zij aan de basis ligt. In 2021 werd haar foto toegevoegd in het Culpact-pantheon, naast persoonlijkheden als Nelson Mandela, Martin Luther King, Pater Damiaan en Moeder Teresa.

## Kinderen[35]
Marie-Antoinette had 9 kinderen met Mobutu, Niwa, Ngombo, Manda, Konga,, Ngawali, Yango, Yakpwa, Kongolu en Ndagbia Mobutu. Verschillende van hebben of hadden een band met België, hetzij voor hun studies, hetzij wegens een huwelijk, hetzij omdat ze in België wonen of gewoond hebben of in België geboren zijn zoals Manda Mobutu.